# Copa Euskal Herria de waterpolo
La Copa Euskal Herria de waterpolo masculino es la competición de copa territorial que se juega entre equipos de la zona del País Vasco y Navarra. 

## Historia
Se organiza en base al convenio de colaboración entre la Federación Vasca de Natación y la Federación Navarra de Natación, estando abierta a la participación de otros equipos y federaciones de la zona (Cantabria, Castilla y León,...).

## Historial
Los títulos desde 2008:
| Año  | Primero                       | Segundo                       |
| ---- | ----------------------------- | ----------------------------- |
| 2008 | Waterpolo Navarra             | Club Natación Menditxo        |
| 2009 | Club Natación Maristas        | UPNA'98 02                    |
| 2010 | Náutica-Maristas              | CNW Santoña                   |
| 2011 | UPNA'98 02                    | Náutica-Maristas              |
| 2012 | UPNA'98 02                    | Oiasso Bidasoa                |
| 2013 | UPNA'98 02                    | Leioa IT                      |
| 2014 | Oiasso Bidasoa                | Leioa IT                      |
| 2015 | Leioa IT B                    | Larraina                      |
| 2016 | CW 9802                       | Club Deportivo Bilbao         |
| 2017 | Deportiva Náutica Portugalete | Urbat IKE                     |
| 2018 | Urbat IKE                     | 9802                          |
| 2019 | Urbat IKE                     | 9802                          |
| 2020 | Urbat IKE                     | Getxo                         |
| 2021 |                               |                               |
| 2022 | Askartza B                    | Urbat IKE                     |
| 2023 | CW 9802                       | Navarra B                     |
| 2024 | Askartza B                    | Deportiva Náutica Portugalete |

## Palmarés
| Club                          | Títulos |
| ----------------------------- | ------- |
| WP 9802                       | 5       |
| URBAT IKE                     | 3       |
| Deportiva Náutica Portugalete | 2       |
| Askartza B                    | 2       |
| Club Natación Maristas        | 2       |
| Club Bidasoa XXI              | 1       |
| Waterpolo Navarra             | 1       |